# Széles Sándor
Széles Sándor (Budapest, 1956. január 12. – Budapest, 2017. május 23.) magyar úszó, öttusázó, úszóedző, mesteredző.

## Életpályája
Széchy Tamás első nagy garnitúrájának volt tagja, majd mellette lett edző is. Hosszútávúszó, 1500-as gyorsúszó volt, volt válogatott sportoló. A nagy eredmények elmaradtak, áttért az öttusára. 1978-ban lett kiscsoportos edző, majd a hosszútávúszók – Wladár Zoltán, Nagy Sándor edzője. 1979-ben úszószakedzőként diplomázott a Testnevelési Főiskolán. 1979-től önálló felkészítési terv szerint dolgozott, edzőként (24 éves) kint volt Moszkvában, a XXII., az 1980. évi nyári olimpiai játékok úszódöntőin. Széchy edzői stábjának tagjaként az utánpótlással is foglalkoznia kellett – Darnyi Tamás, Szabó József. 1986-ban szakított Széchy Tamással, a BVSC lány úszóit oktatta. 1990-ben visszahívták a Széchy teambe. 1998-ban felkérték, hogy eddze a Szegedről érkező Molnár Ákos, Verrasztó Dávid és Verrasztó Evelyn gyerek úszókat. 1999-ben csatlakozott hozzá Gyurta Dániel. 2012-ben két versenyzője is olimpiai bajnok lett; először a férfi 200 méteres mellúszásban Gyurta Dániel, majd nagy meglepetésére, 10 km-en Risztov Éva is.
2016 októberében Gyurta Dániel bejelentette, hogy edzéseit a továbbiakban nem Széles Sándor irányítja. Néhány nap múlva az UTE közölte, hogy nem tart igényt Széles munkájára.

## Világbajnokság
1976-ban a lengyelországi junior öttusa világbajnokságon harmadik lett.

## Írásai
Három oktatófilmet készített
A halálraítélt (életrajzi könyv), Ulpius ház, 2004

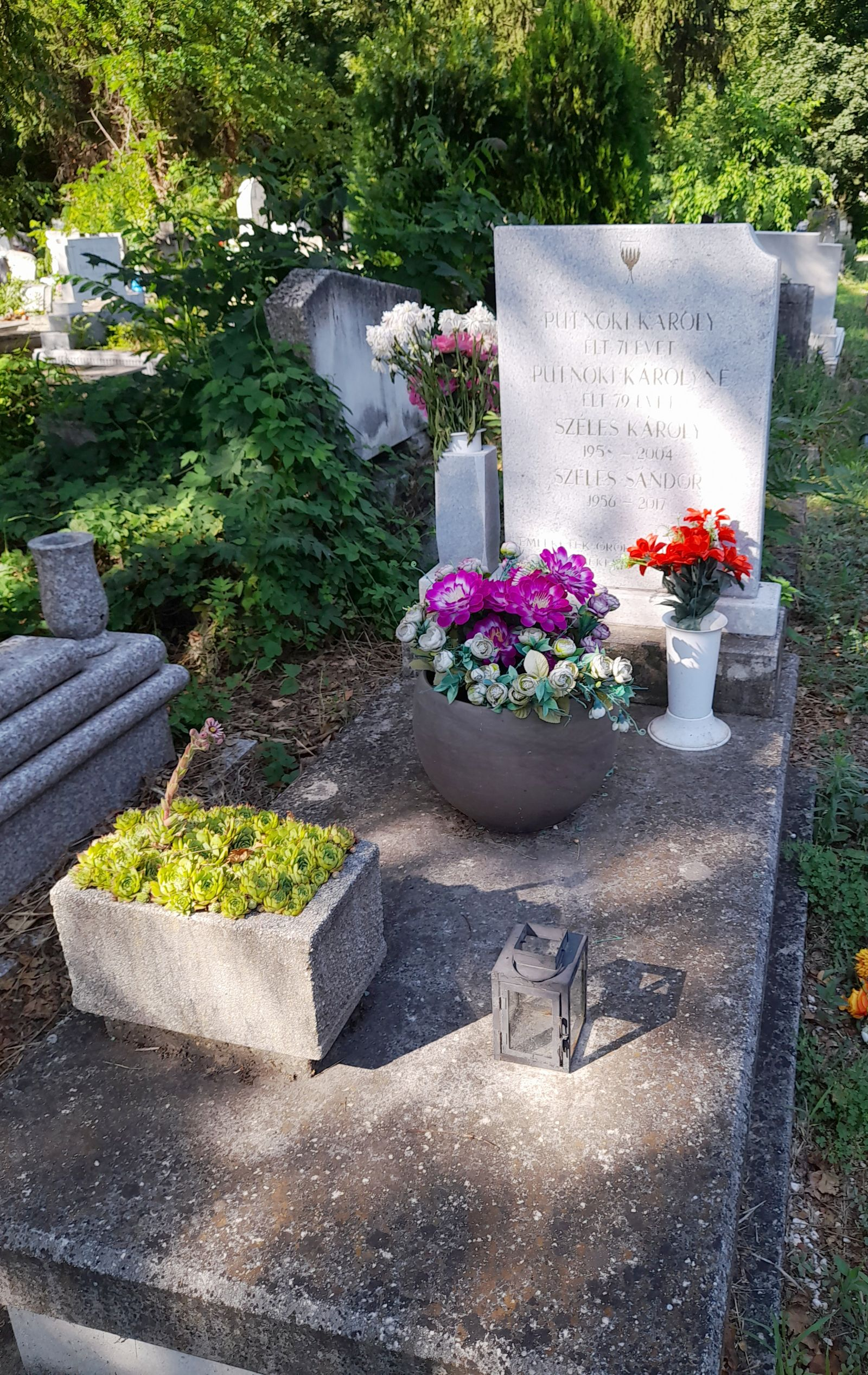
Sírja a Megyeri temetőben (34-V-0-70)

## Díjai, elismerései
- Mesteredző (1991)
- Az év edzője – második helyezés a sportújságírók szavazata alapján 82009)
- Az év edzője (a Nemzeti Sportszövetség díja) (2009)
- A Magyar Köztársasági Érdemrend tisztikeresztje (2010)
- az év legeredményesebb magyar edzője (2011)
- Az év magyar edzője (2012)
- A Magyar Érdemrend középkeresztje (2013)[4]
- A magyar úszósport halhatatlanja (2015)[5]